# Chambre de commerce du Montréal métropolitain
La Chambre de commerce du Montréal métropolitain  existe depuis près de 200 ans et compte plus de 7 500 membres. Elle a pour mission d’être la voix du milieu des affaires montréalais et d’agir pour la prospérité de la métropole. Elle s’engage dans des secteurs clés du développement économique. La Chambre offre également une gamme de services spécialisés aux particuliers et aux entreprises de toutes tailles afin de les appuyer dans leur croissance ici et à l’international.

## Historique

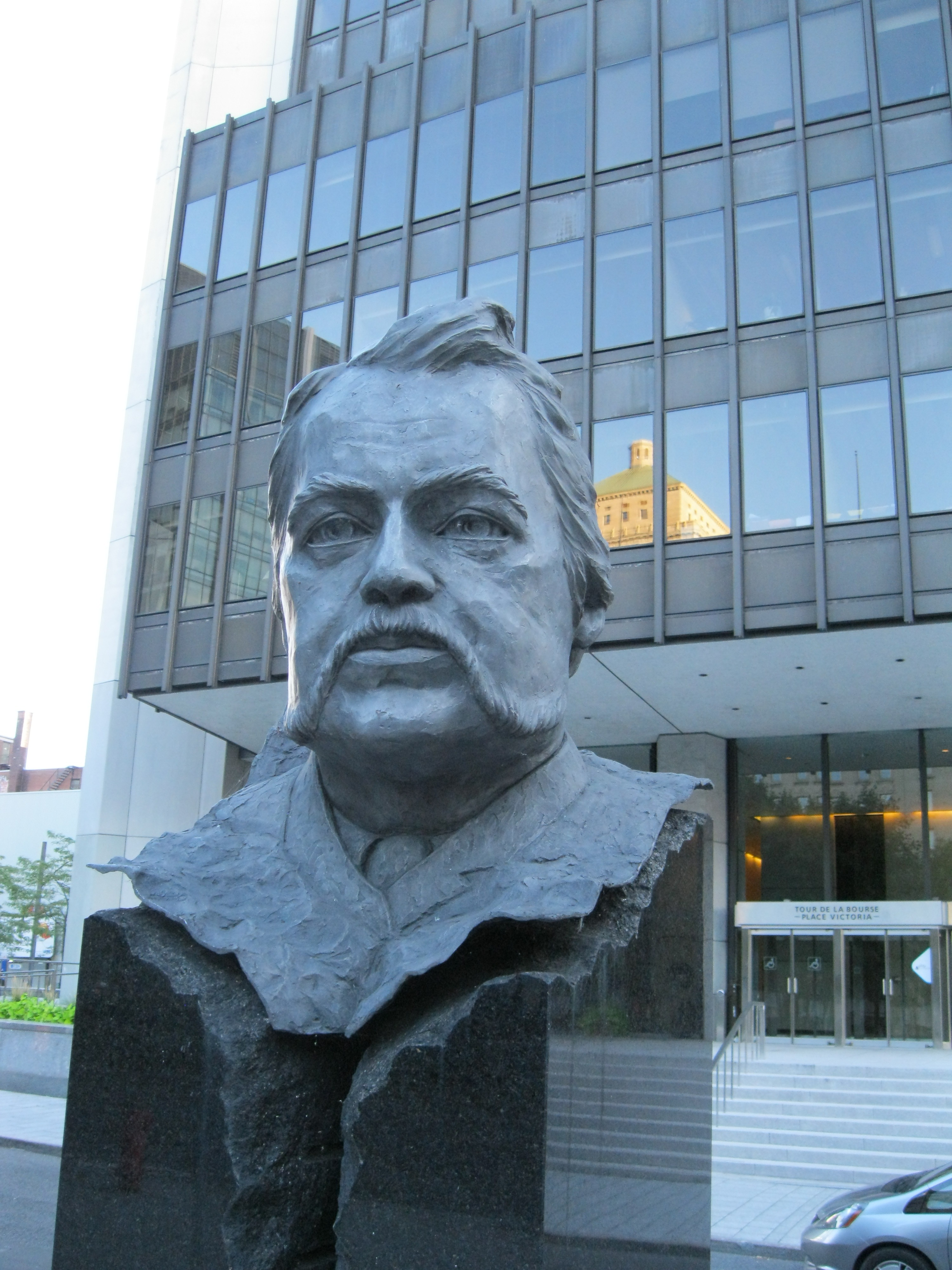
Joseph-Xavier Perrault, fondateur de la Chambre de commerce du district de Montréal

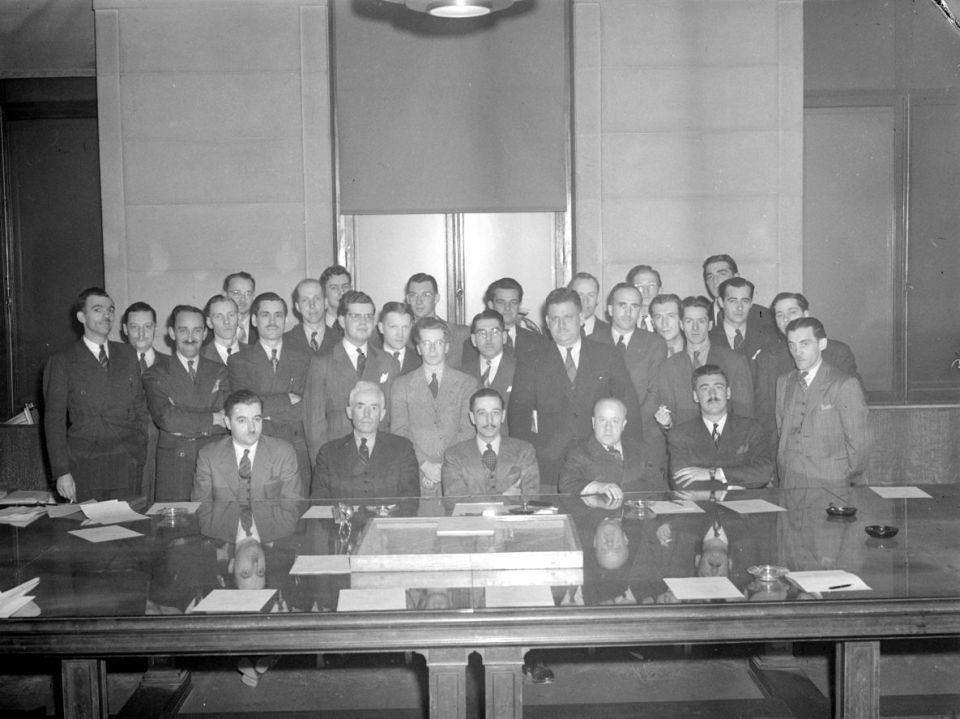
Les membres de la Chambre de commerce du district de Montréal, 1944.

En 1822, Thomas Blackwood (en) fonde le Committee of Trade, qui devient en 1842 le Board of Trade. Le Board of Trade crée en 1863 le Bureau du Maître de Port ainsi que la Bourse des céréales. Constatant le peu de francophones admis au Board of Trade, Joseph-Xavier Perreault, avec le soutien de la Société Saint-Jean-Baptiste de Montréal, a fondé la Chambre de commerce du district de Montréal en 1887, afin que la communauté d’affaires francophone soit représentée. La Chambre de commerce du district de Montréal crée en 1898 la revue Commerce, un bulletin d’information destiné aux gens d’affaires.
En 1907, la Chambre de commerce du district de Montréal crée HEC Montréal puis la  Fédération des chambres de commerce de la province de Québec deux ans plus tard. Le Board of Trade élabore en 1925 une constitution et des règlements pour la Chambre de commerce du Canada. La Chambre et le Board of Trade créent conjointement les Œuvres de la santé (organisme précurseur de Centraide) en 1960. Neuf ans plus tard, le Board of Trade participe à la mise sur pied du tout premier cégep anglophone de Montréal, le Collège Dawson.
Le World Trade Centre Montréal voit le jour en 1984, et représente la nouvelle entité de la Chambre. Deux ans plus tard, une femme est élue pour la première fois à la présidence du Board of Trade : Manon Vennat. La Chambre de commerce du Montréal métropolitain créée l’Académie des Grands Montréalais en 1988, puis l’Institut du commerce électronique en 1990. Le Bureau de commerce de Montréal (Montreal Board of Trade) et la Chambre de commerce du Montréal métropolitain fusionnent en 1992, créant ainsi une association bilingue. En 1994, la Chambre met sur pied Info entrepreneurs, un centre d'information d'affaires.
La Chambre de commerce du Montréal métropolitain est dirigée par Michel Leblanc depuis janvier 2009. Elle crée à l’occasion de son 190e anniversaire la Constellation des Grands Montréalais.
En 2010, elle met sur pied Interconnexion, un programme d’intégration et de maillage professionnels appuyé par le gouvernement du Québec.
Dans le cadre de la Stratégie partenariale de promotion et de valorisation de la langue française 2016-2021 du gouvernement du Québec, la Chambre lance en 2016, avec l’appui du ministère de la Culture et des Communications du Québec, le programme de jumelage linguistique J’apprends le français, qui propose des cours de français gratuits et pratiques destinés aux commerçants sur leur lieu de travail.
Toujours en 2016, la Chambre repense son image de marque afin d'accroître son influence et de consolider ses services aux entreprises en créant une nouvelle bannière : Acclr – services aux entreprises. Acclr regroupe les services d’experts offerts par la Chambre ainsi qu’un centre de ressources aux entreprises.

### Organisation de conférences
La Chambre de commerce du Montréal métropolitain organise près de 200 événements par année tels que des tribunes publiques, des conférences, des rencontres d'affaires, des activités de réseautage et des missions commerciales. Des acteurs des scènes politiques fédérale, provinciale et municipale y ont présenté leur vision du développement de la région métropolitaine de Montréal, dont les anciens premiers ministres du Canada : Pierre Elliott Trudeau, Jean Chrétien, Paul Martin, Stephen Harper, et du Québec : René Lévesque, Lucien Bouchard, Jean Charest, Pauline Marois et Philippe Couillard.
De 1978 à 2016, la Chambre souligne annuellement, grâce à son événement « Hommage aux Grands Montréalais », les réalisations de personnalités de la vie économique, culturelle, scientifique et sociale ayant contribué au développement et à la renommée de Montréal. En 2017, au cours d’une cérémonie organisée par la Ville de Montréal, les 132 personnalités ayant reçu le titre de Grand Montréalais sont reconnues par l’Ordre de Montréal, une nouvelle distinction honorifique créée par la Ville en guise de legs pour le 375e anniversaire de la fondation de Montréal.